# Esteghlal Teheran FC
Esteghlal FC (persiska: استقلال) är en fotbollsklubb i Iran. De vann IPL 2005-06.

## Placering senaste säsonger
| Säsong  | Nivå | Liga                    | Placering | Referens | Notering |
| ------- | ---- | ----------------------- | --------- | -------- | -------- |
| 2017/18 | 1    | Persian Gulf Pro League | 3         | [ 1 ]    |          |
| 2018/19 | 1    | Persian Gulf Pro League | 3         | [ 2 ]    |          |
| 2019/20 | 1    | Persian Gulf Pro League | 2         | [ 3 ]    |          |
| 2020/21 | 1    | Persian Gulf Pro League | 3         | [ 4 ]    |          |
| 2021/22 | 1    | Persian Gulf Pro League | 1         | [ 5 ]    |          |
| 2022/23 | 1    | Persian Gulf Pro League | 3         | [ 6 ]    |          |
| 2023/24 | 1    | Persian Gulf Pro League | 2         | [ 7 ]    |          |
| 2024/25 | 1    | Persian Gulf Pro League | 9         | [ 8 ]    |          |

## Kända Spelare
| - Iraj Danaeifard - Ahmad Reza Abedzadeh - Andranik Eskandarian - Behtash Fariba - Amir Ghalenoei - Parviz Ghelichkhani - Karo Hagh-Verdian - Nasser Hejazi |  | - Ali Jabbari - Samad Marfavi - Gholam Hossein Mazloumi - Majid Namjoo-Motlagh - Mansour Pourheidari - Hassan Rowshan - Javad Zarincheh |